# 彩色濾光片

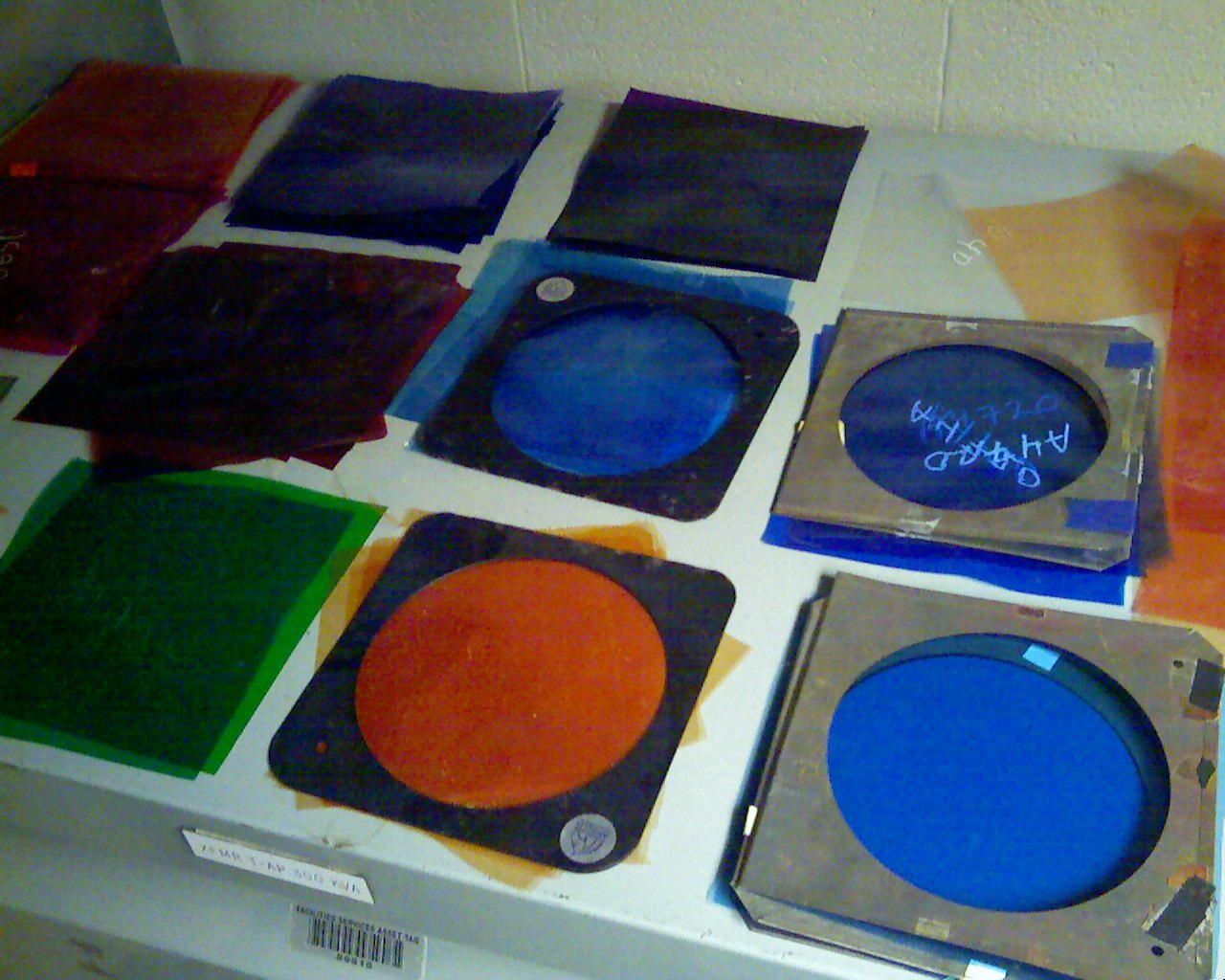
不同颜色的滤光片

彩色濾光片(color gel或color filter)，是彩色液晶显示器（LCD）由灰階變為彩色的關鍵零組件，藉由LCD內部的背光模組提供光源，再搭配驅動IC與液晶控制形成灰階顯示，將光源穿過彩色濾光片的光阻彩色層形成彩色顯示畫面。

## 主要材料
- 玻璃基板（Glass Substrate）
- 光阻
- ITO導電膜

## 主要製程
- BM
- RGB
- Polish
- ITO
- MVA
- PS

## 台灣主要製造廠商
- 友達光電（內製）
- 奇美電子（內製）
- 台灣凸版（外售）
- 和鑫光電（外售）
- 華映（內製）
- 彩晶（內製）
- 達虹科技（外售）